# Famine de 1974 au Bangladesh
La famine de 1974 au Bangladesh a commencé en mars 1974 et s'est terminée vers décembre de la même année. Cette famine est considérée comme la pire de ces dernières décennies ; elle a été caractérisée par des inondations massives le long du fleuve Brahmapoutre ainsi que par une mortalité élevée.

## Contexte
Après l'indépendance en 1971, l'économie du Bangladesh a été confrontée à une crise. Selon le magazine Time :

« Au lendemain du déchaînement de l'armée pakistanaise en mars dernier, une équipe spéciale d'inspecteurs de la Banque mondiale a observé que certaines villes ressemblaient « au lendemain d'une attaque nucléaire ». Depuis lors, les destructions n'ont fait que s'amplifier. On estime que 6 000 000 de maisons ont été détruites et que près de 1 400 000 familles d'agriculteurs se sont retrouvées sans outils ni animaux pour travailler leurs terres. Les systèmes de transport et de communication sont totalement désorganisés. Les routes sont endommagées, les ponts détruits et les voies navigables bloquées. Le viol du pays s'est poursuivi jusqu'à ce que l'armée pakistanaise se rende il y a un mois. Dans les derniers jours de la guerre, les entreprises appartenant au Pakistan occidental — qui comprenaient presque toutes les entreprises commerciales du pays — ont remis pratiquement tous leurs fonds à l'Ouest. Pakistan International Airlines a laissé exactement 117 roupies (16 dollars) sur son compte dans la ville portuaire de Chittagong. L'armée a également détruit les billets de banque et les pièces de monnaie, de sorte que de nombreuses régions souffrent désormais d'une grave pénurie d'argent liquide. Des voitures privées ont été ramassées dans les rues ou confisquées à des concessionnaires et expédiées vers l'Ouest avant la fermeture des ports. »

— TIME Magazine, BANGLADESH: Mujib's Road from Prison to Power
Les alertes à la famine ont commencé en mars 1974 lorsque le prix du riz a fortement augmenté. Ce mois-là, une famine généralisée a commencé dans le district de Rangpur, la région qui allait devenir l'une des trois plus touchées. Deux ans et trois mois seulement s'étaient écoulés depuis la fin de la guerre pour l'indépendance du Bangladesh (décembre 1971) et la création officielle du pays. À bien des égards, le nouvel État du Bangladesh et ses infrastructures et marchés dévastés n'étaient absolument pas préparés à faire face à la situation,. La corruption parmi les fonctionnaires nouvellement nommés était endémique et généralisée. En avril, bien que les responsables gouvernementaux aient répété que la crise serait temporaire, les prix du riz ont continué à augmenter fortement et les rapports de famine se sont multipliés. D'avril à juillet, le Bangladesh a été frappé par de fortes pluies et une série d'inondations dévastatrices le long du fleuve Brahmapoutre, avec des incidents particulièrement destructeurs en mai et juillet ; la capacité des cultures de riz à survivre à cette situation a été réduite par la monoculture croissante de riz. De plus, l'Inde voisine a refusé de coopérer avec le gouvernement du Bangladesh. Les cultures de riz sont dévastées et les prix s'envolent. En octobre, les prix du riz ont atteint un sommet et la situation s'est améliorée en novembre 1974 avec l'arrivée de l'aide étrangère et de la récolte d'hiver. La famine est officiellement terminée en décembre, bien que la mortalité excédentaire (par exemple par maladie) se poursuive l'année suivante, comme c'est le cas dans la plupart des famines. Les personnes souffrant de la famine étaient plus nombreuses dans les zones rurales. En général, l'intensité de la famine régionale était corrélée à l'exposition aux inondations et il ne fait aucun doute que les inondations ont exacerbé la famine. Cependant, bien que les alertes à la famine aient commencé bien avant les inondations, c'est aux inondations que la famine est généralement attribuée.

## Taux de mortalité
En ce qui concerne la mortalité totale, bien que les chiffres varient, un spécialiste estime que 1,5 million de morts est une estimation raisonnable. Ce chiffre inclut la mortalité post-famine. La famine n'était pas le seul facteur ; un nombre important de décès est imputable au choléra, au paludisme et aux maladies diarrhéiques. Comme pour la plupart des famines, les conditions de faiblesse et de sensibilité aux maladies ont entraîné une mortalité élevée après la famine, soit plus de 450 000 personnes. Les pauvres, les ouvriers et les non-propriétaires fonciers étaient particulièrement vulnérables.
Plusieurs auteurs s'accordent à dire que « les ouvriers salariés ont souffert de la plus forte mortalité de tous les groupes ». Le taux brut de mortalité parmi les familles sans terre était trois fois plus élevé que celui des familles possédant trois acres ou plus,,.

## Causes
Comme pour la plupart des famines, les causes de celle du Bangladesh étaient multiples. Il s'agit notamment des inondations, de la croissance démographique rapide, de la mauvaise gestion des stocks de céréales par le gouvernement, de la législation limitant la circulation des céréales entre les districts, de la contrebande de céréales vers les pays voisins et de ce que l'on appelle les échecs de distribution. La famine n'a pas touché toutes les régions et toutes les populations, mais s'est concentrée dans des zones spécifiques, notamment celles touchées par les inondations.
Dans leurs études sur la famine de 1974, plusieurs chercheurs ont constaté que la production moyenne de céréales alimentaires de 1974 était un pic local. Pour cette raison, les chercheurs affirment que « l'approche de la disponibilité alimentaire n'offre que très peu d'explication à la famine de 1974 au Bangladesh ». Ils affirment plutôt que la famine du Bangladesh n'a pas été causée par une défaillance dans la disponibilité de la nourriture, mais dans la distribution (ou le droit), où un groupe a obtenu le contrôle du marché sur la nourriture.
Deux défaillances de la distribution se distinguent. Le premier échec était interne : la configuration spécifique du système de rationnement de l'État et du marché a entraîné une accumulation spéculative de la part des agriculteurs et des négociants et, par conséquent, une hausse des prix. Le deuxième échec était externe : les États-Unis ont retenu 2,2 millions de tonnes d'aide alimentaire, car l'ambassadeur américain de l'époque au Bangladesh a clairement indiqué que les États-Unis ne pouvaient probablement pas engager d'aide alimentaire en raison de la politique du Bangladesh d'exportation de jute vers Cuba. Et lorsque le Bangladesh a succombé à la pression américaine et a cessé d'exporter du jute vers Cuba, l'aide alimentaire en transit est arrivée trop tard pour les victimes de la famine.